# Колон (футбольный клуб)
«Коло́н» (полное название — исп. Club Atlético Colón) — аргентинский футбольный клуб из города Санта-Фе. Выступает в Примере, высшем дивизионе чемпионата Аргентины.

## История
«Колон» был основан в 1905 году и до 1947 года участвовал в региональной лиге Санта-Фе, выиграв её 14 раз. До 1965 года, когда команды выиграла Второй дивизион Аргентины, клуб пребывал в низших лигах страны. Окончательно в элите команда закрепилась с сезона 1995/96. Дважды «Колон» финишировал в призовой тройке чемпионата Аргентины — в Апертуре 1997 команда была второй, а в Клаусуре 2000 — третьей. Трижды «Колон» принимал участие в международных турнирах: в Кубке КОНМЕБОЛ 1997, Южноамериканском кубке 2003 и Кубке Либертадорес 1998, где команда достигла 1/4 финала и уступила «Ривер Плейту».
В 2019 году «Колон» под руководством Пабло Лавальена впервые в своей истории вышел в финал международного турнира — Южноамериканского кубка.
Домашний стадион клуба, «Эстанислао Лопес», вмещает 47 тыс. зрителей — это девятый по вместимости стадион Аргентины.
Главным соперником «Колона» является ещё один клуб из Санта-Фе, «Унион».

## Достижения
- Вице-чемпион Аргентины (1): 1997 (Клаусура)
- Чемпион Второго дивизиона Аргентины (1): 1965
- Обладатель Кубка Профессиональной лиги (1): 2021
- Финалист Южноамериканского кубка (1): 2019